# Scooby-Doo! Wesołego Halloween
Scooby-Doo! Wesołego Halloween (ang. Scooby-Doo! Happy Halloween) – 38. film animowany i 33. pełnometrażowy film z serii Scooby Doo z roku 2020.

## Opis filmu
Nadeszło ulubione święto Scooby-Doo i Kudłatego! Fałszywe potwory i mnóstwo słodyczy – Halloween to raj dla chodzących od drzwi do drzwi, wiecznie głodnych żarłoków. Ale w tym roku ten słodki dzień ma posmak goryczy. Pobliska działka z dyniami zostaje skażona toksycznym szlamem, przez co powstają latające dyniowe lampiony i ogromna dynia, która miażdży wszystko na swojej drodze! Rozwiązanie tej olbrzymiej (dosłownie!) zagadki i ocalenie Kryształowego Zdroju zależy od Scooby-Doo i jego paczki. Tym razem pomogą im nowi przyjaciele – naukowiec Bill Nye i Elvira, Władczyni Ciemności.

## Wersja polska
Dystrybucja na terenie Polski: Galapagos Films

Wersja polska: Master Film

Reżyseria: Zbigniew Suszyński

Tłumaczenie i dialogi: Dorota Filipek-Załęska

Montaż: Jan Graboś

Kierownictwo produkcji: Katarzyna Fijałkowska

Nagranie i zgranie: Marta Bator

Tekst piosenki: Dariusz Paprocki

Wystąpili:
- Ryszard Olesiński – Scooby Doo
- Jacek Bończyk – Kudłaty
- Beata Jankowska-Tzimas – Daphne
- Jacek Kopczyński – Fred
- Agata Gawrońska-Bauman – Velma
- Wojciech Machnicki – Bill Nye
- Krzysztof Szczepaniak – 
  - Doktor Jonathan Crane
  - Wróblostrach
- Katarzyna Wincza – Michelle
- Zbigniew Suszyński – 
  - Szeryf
  - Cutler Toe
  - Agent Malarkey
- Kinga Tabor-Szymaniak – Elvira
- Hanna Kinder-Kiss – Victoria Haselbum

oraz:
- Dariusz Dobkowski
- Milena Suszyńska-Dziuba
- Marta Dobecka
- Karol Dziuba

i inni
Lektor: Zbigniew Suszyński